# Creoda
Creoda ou Crida est un prince anglo-saxon qui aurait vécu dans la deuxième moitié VIe siècle. Des sources tardives le présentent comme le premier souverain du royaume de Mercie, de 585 à 588.

## Biographie
Creoda est cité dans la Collection anglienne, un recueil de généalogies royales anglo-saxonnes, comme le fils de Cynewald, le père de Pybba et le grand-père de Penda, ce dernier figurant en première position dans la liste des rois de Mercie qui accompagne ces généalogies.
C'est dans les sources postérieures à la conquête normande de l'Angleterre, comme les chroniques de Henri de Huntingdon, Roger de Wendover et Matthieu Paris que Creoda figure comme premier roi de Mercie. Elles lui attribuent trois années de règne, de 585 à 588,. Rien ne permet d'affirmer que ces chroniqueurs disposaient de davantage de sources que les historiens actuels, et les dates et successions de règnes qu'ils proposent pourraient très bien n'être que des inventions de leur part,.
La Chronique anglo-saxonne enregistre la mort d'un dénommé Crida sous l'année 593. Dans la mesure où cet individu est mentionné à la suite de Ceawlin et Cwichelm, deux membres de la famille royale des Ouest-Saxons, il ne s'agit probablement pas d'une référence au Creoda mercien.